# Rodrigo Arenas Betancur

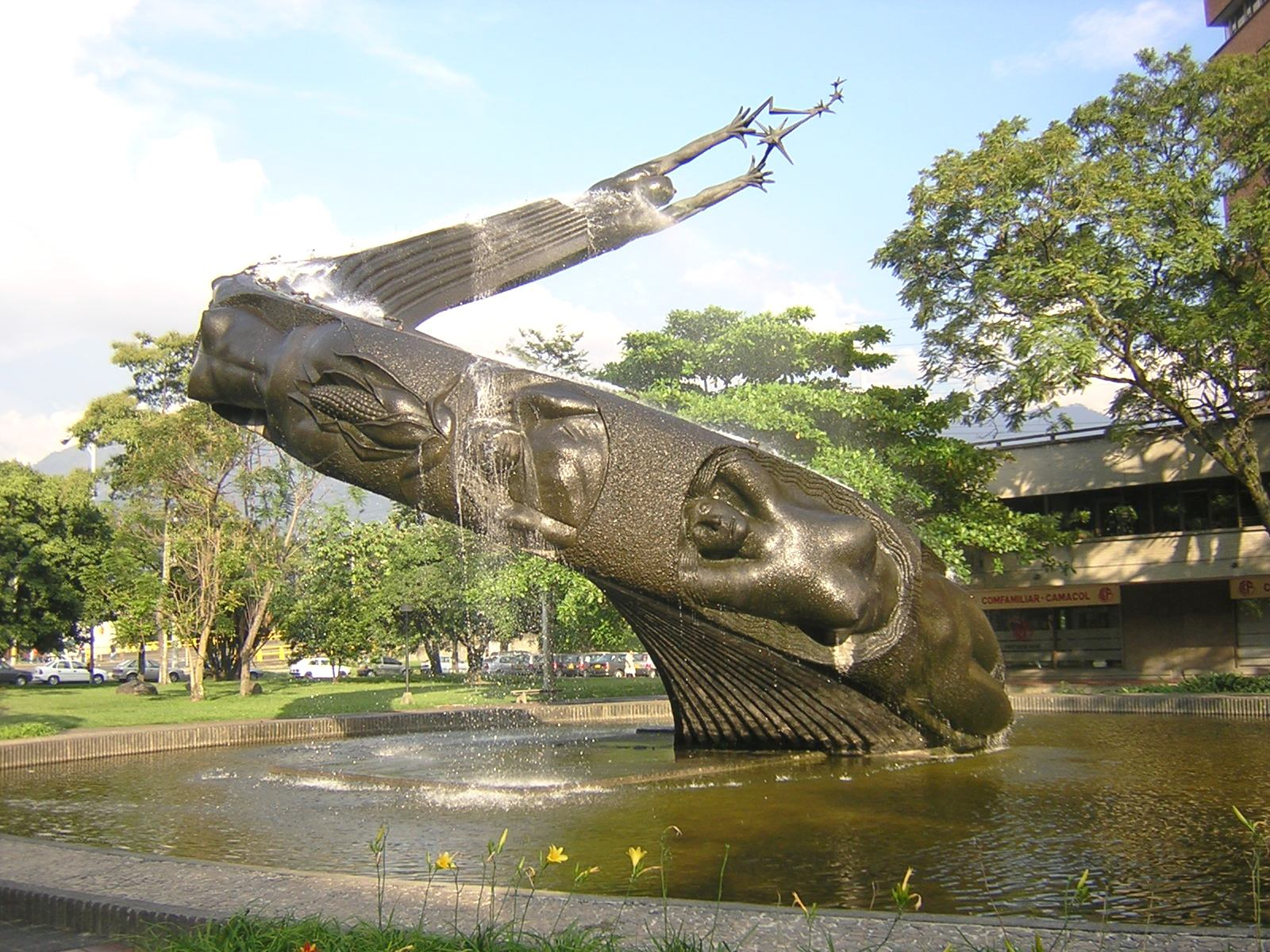
Monumento a la vida, Medellín

Rodrigo Arenas Betancur (Fredonia, Antioquia, 23 oktober 1919 – 1995) was een Colombiaanse beeldhouwer en schrijver.

## Leven en werk
Arenas groeide op als zoon van een boer. Hij studeerde aan het Instituto de Bellas Artes de Medellín in Medellín en begon zijn carrière als beeldhouwer van houten Christusfiguren, eerst in Colombia en later ook in Mexico, waar hij voornamelijk in staatsopdracht werkte. Gedurende deze periode leverde hij ook bijdragen aan tijdschriften. Vanaf de vijftiger jaren begon Rodrigo Arenas zich met het monumentale beeldhouwen bezig te houden. De onderwerpen die zijn voorkeur genoten waren vooral vrijheidsstrijders en Colombiaanse helden. Zijn opdrachtgevers waren meestal overheden of grote bedrijven.
Hij wordt gezien als een van de belangrijkste beeldhouwers die Colombia ooit heeft voortgebracht. In de meeste steden van Colombia is wel een van zijn monumentale beeldhouwwerken te vinden.
Zijn bronzen beelden worden vooral gekenmerkt door hun enorme proporties en dramatische expressiviteit.

## Werken (selectie)
- Prometeo (1956/57) in Bogotá, Colombia
- La guacamaya herida (1959) in Cuernavaca, Mexico
- Bolívar desnudo (1956/62) in Pereira, Colombia
- Homenaje al general José María Córdova (1957/64) in Rio Negro, Colombia
- El Flautista (1965), Universidade Antioqua in Medellín, Colombia
- Monumento Pantano de Vargas (1968/71) in Boyacá (Boyacá), Colombia
- Las Bananeras (1974/78) in Santa Marta, Colombia
- El Desafío (1978/80), Medellín
- La Creacion (1981/83), Medellín
- Porfirio Barba Jacob (1982/83), Santa Rosa de Osos
- Cristo libertador (1978/85), Catedral Metropolitana María Reina de Barranquilla
- Monumento a la raza (1979/86), Medellín
- Dios Mercurio (1997), Medellín
- Los Potros, Máscara de José Eustasio Rivera, Neiva
- El Cóndor, Mochileo
- Los Fundadores, Villavicencio
- La Medicina y la Salud, Medellín
- Monumento a la vida, Medellín
- Simón Bolívar, Manizales

## Fotogalerij

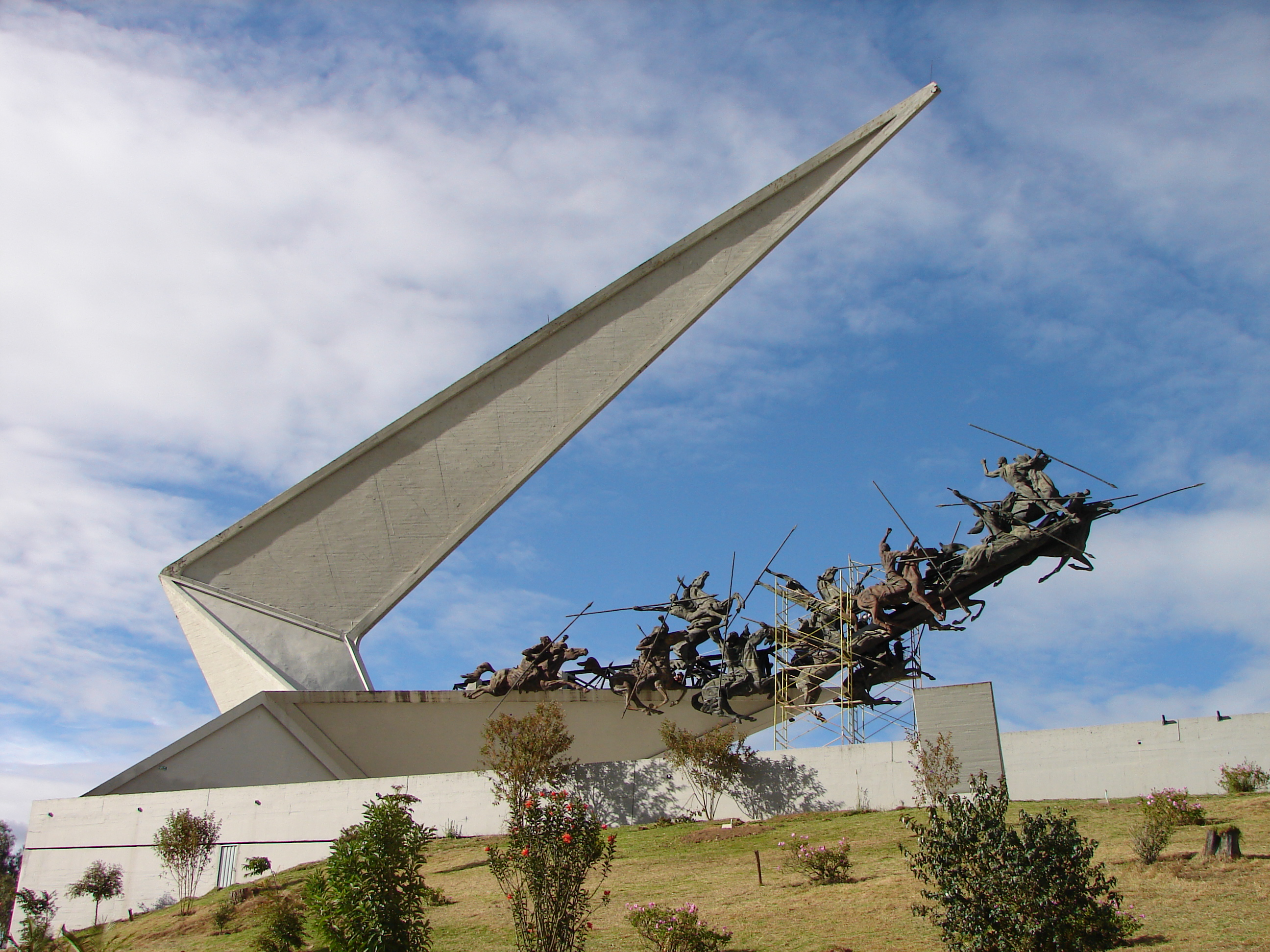
Monumento de la Batalla del Pantano de Vargas, 33 m, Paipa, Boyacá
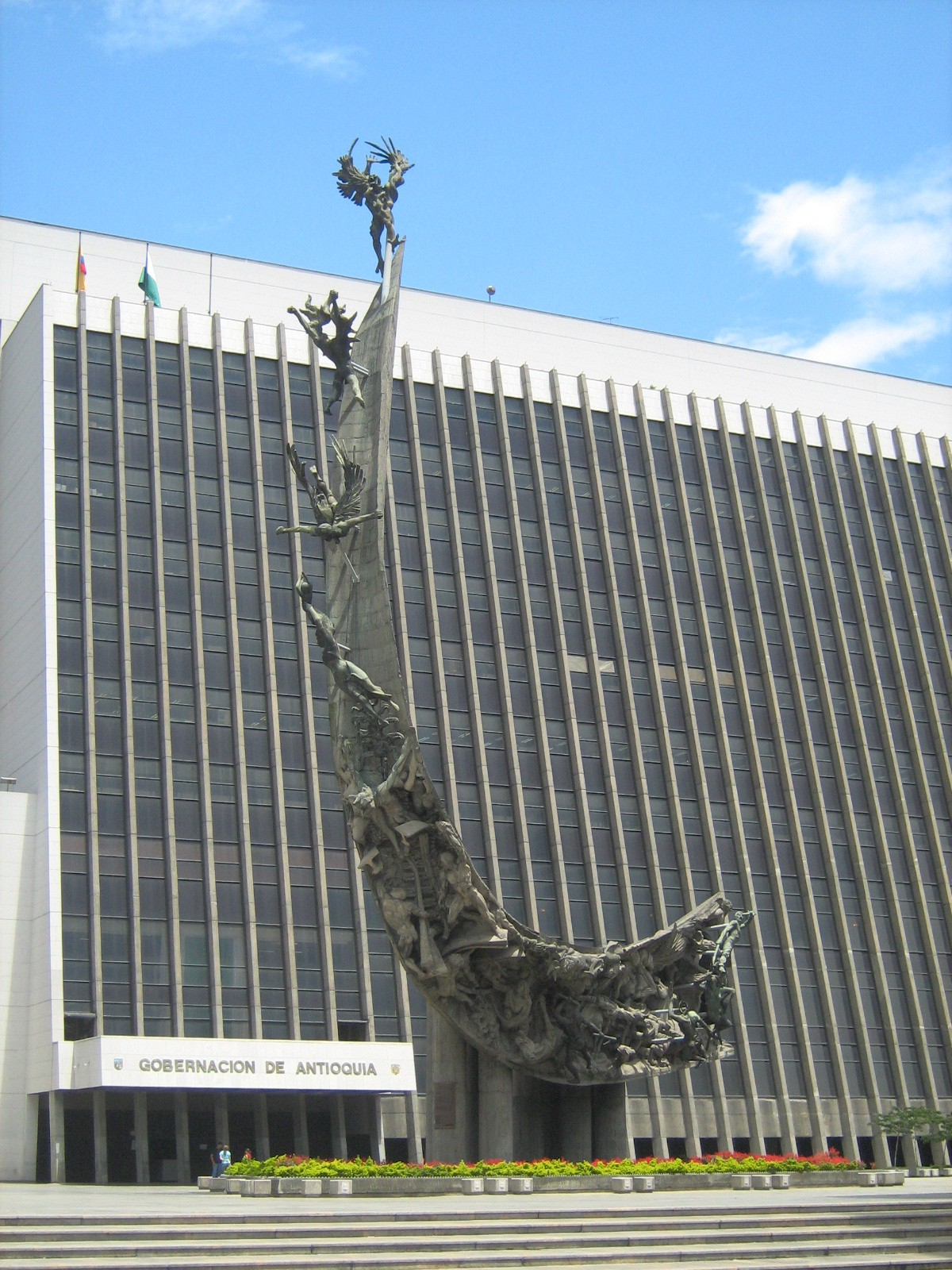
Monumento a la Raza, 38 m ,in Medellín
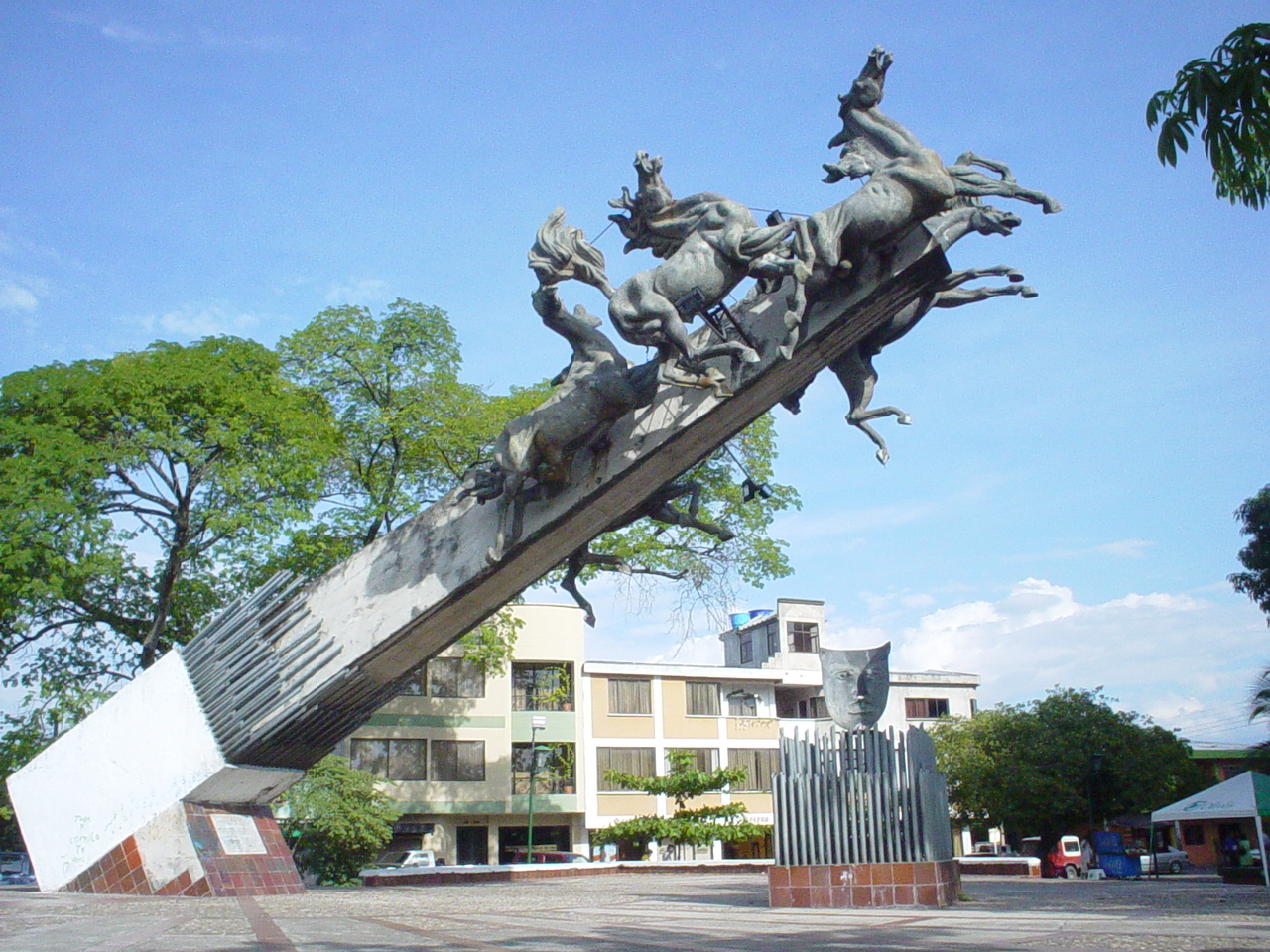
Homenaje a José Eustasio Rivera in Neiva
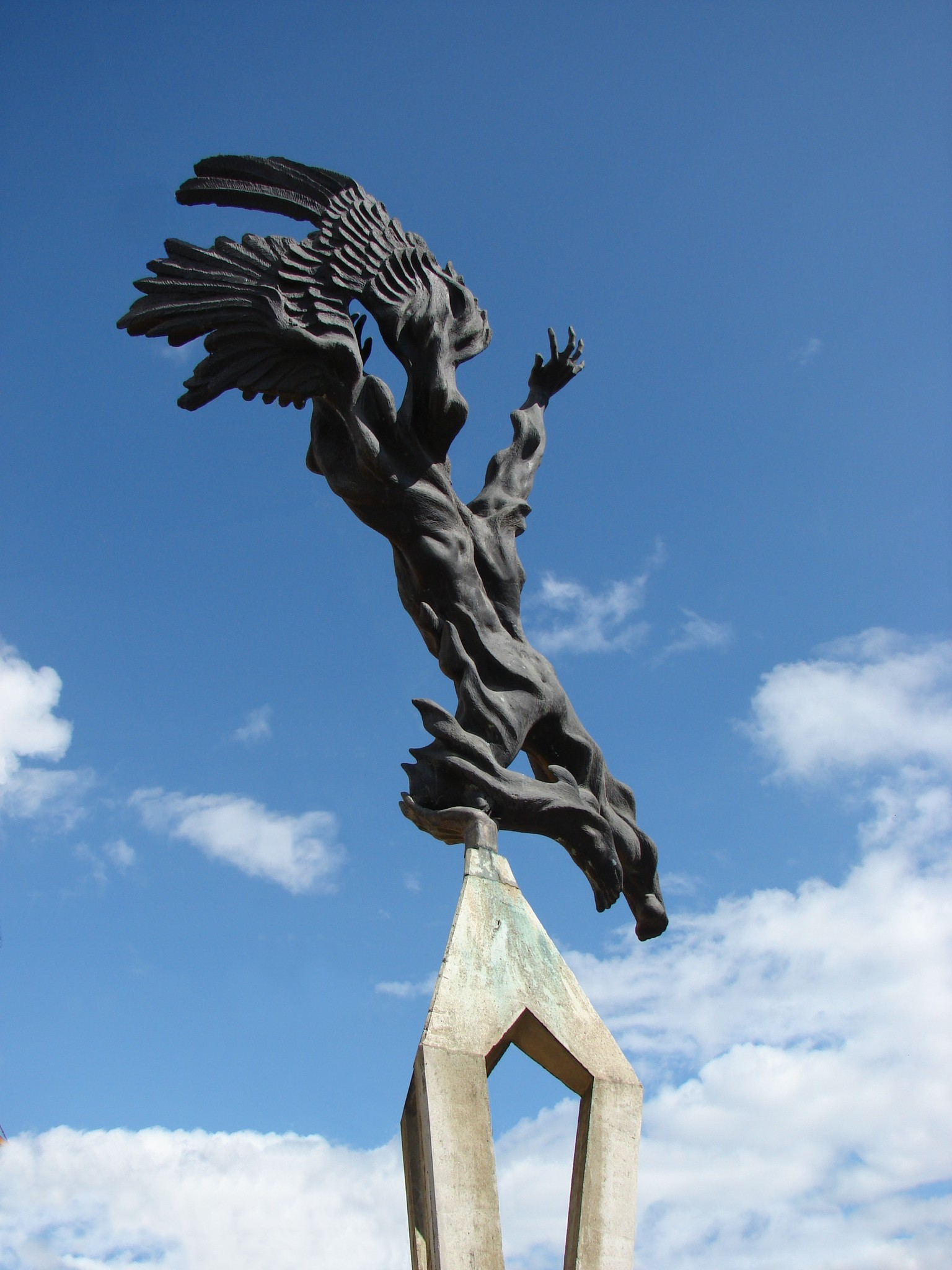
Monumento a Porfirio Barba Jacob in Santa Rosa

- Bibliothèque nationale de France: cb145820539 (data)
- Gemeinsame Normdatei: 1056353457
- International Standard Name Identifier: 0000 0000 6632 8624
- Library of Congress Control Number: n85361680
- Nederlandse Thesaurus van Auteursnamen: 140123334
- RKD-Nederlands Instituut voor Kunstgeschiedenis: 220409
- Système universitaire de documentation: 14854018X
- Virtual International Authority File: 44546458
- WorldCat: E39PBJxrYqGpH37HdxqrW68cT3